# Otto Vesper
Otto Vesper (* 15. Mai 1875 in Berlin; † 28. Juli 1923 in Osnabrück) war ein deutscher Politiker (SPD).

## Leben und Wirken
Otto Vesper wurde als Sohn eines Schlossers geboren. Nach dem Besuch der Volksschule erlernte er von 1890 bis 1894 das Tapeziererhandwerk. Nach seiner Gesellenwanderung übte er diesen Beruf bis 1902 aus. Von 1902 bis 1906 fungierte er als Arbeitersekretär in Osnabrück. In den Jahren 1907 bis 1909 amtierte er als Zentralvorsitzender des Tapeziererverbandes in Berlin, um anschließend von 1910 bis 1912 erneut die Tätigkeit eines Arbeitersekretärs in Osnabrück zu versehen. Vesper war ferner seit 1912 Mitarbeiter der Redaktion der Osnabrücker Abendpost, einer SPD-nahen politischen Lokalzeitung.
Nachdem er bereits von 1913 bis 1918 Bürgervorsteher der Stadt Osnabrück gewesen war, wurde Vesper im Herbst 1918 Mitglied des Magistrats der Stadt. Vom Januar 1919 bis zum Juni 1920 saß Vesper als Abgeordneter der Sozialdemokratischen Partei mit einem Mandat für den Wahlkreis 15 (Regierungsbezirk Osnabrück-Aurich) in der Weimarer Nationalversammlung. Im Sommer 1919 übernahm Vesper die Leitung des neuerrichteten Arbeitsamtes der Stadt Osnabrück.